# هانا وليامز
هانا وليامز (بالإنجليزية: Hannah Williams)‏ هي منافسة ألعاب القوى بريطانية، ولدت في 23 أبريل 1998.

## وصلات خارجية
- هانا وليامز على موقع الاتحاد الدولي لألعاب القوى (الإنجليزية)
- هانا وليامز على موقع أوليمبيديا (الإنجليزية)